# USNS Comfort (T-AH-20)
USNS Comfort  (T-AH-20) je ime broda-bolnice u službi Ratne mornarice SAD-a. Najveća je ploveća bolnica i peta najveća bolnica u svijetu.
Prema Ženevskim konvencijama, USNS Comfort i njegova posada ne nose teško naoružanje. Otvaranje vatre na ovaj brod smatralo bi se ratnim zločinom jer nosi samo oružje za samoobranu.
Comfort je sagrađen 1976. kao tanker za prijevoz nafte i nosio je ime SS Rose City. Američkoj mornarici isporučen je 1. prosinca 1987. i prenamijenjen. 